# The Happy Loner
Individualist Ms. Ji-young (Hangul: 개인주의자 지영씨; RR: Gaeinjuuija Ji Young-ssi) es una miniserie surcoreana transmitida del 8 de mayo del 2017 hasta el 9 de mayo del 2017 por medio de la cadena KBS 2TV. 

## Historia
Na Ji-young es una joven mujer individualista y minuciosa que evita las relaciones con los demás, sin embargo cuando conoce a Park Byuk-soo, un joven hombre que no puede vivir sin tener relaciones, sus vidas cambian.

## Reparto

### Personajes principales
| Actor                              | Personaje                                                | Ocupación | Nº de episodios | Duración |
| ---------------------------------- | -------------------------------------------------------- | --------- | --------------- | -------- |
| Gong Myung                         | Park Byeok-soo                                           | -         | 2               | 2017     |
| Min Hyo-rin Ryu Han-bi Kang Joo-ha | Na Ji-young Ji-young (de adolescente) Ji-young (de niña) | -         | 2               | 2017     |

### Personajes recurrentes
| Actor          | Personaje      | Ocupación                  | Episodios | Duración |
| -------------- | -------------- | -------------------------- | --------- | -------- |
| Oh Na-ra       | Jung Soo-kyung | Concejera de Ji-young      | -         | 2017     |
| Ji Il-joo      | Yeon-suk       | ex-Novio de Ji-young       | -         | 2017     |
| Jang Hee-ryung | Ye-jin         | ex-Novia de Byeok-soo      | -         | 2017     |
| Kang Jae-joon  | Choi Dae-ri    | Colega de Byeok-soo        | -         | 2017     |
| Kim Jae-hwa    | Park           | Enfermera                  | -         | 2017     |
| Yoon Ji-won    | Kim            | Enfermera                  | -         | 2017     |
| Yoon Bok-in    | -              | Madre de Ji-young          | -         | 2017     |
| Jo Seung-yeon  | -              | Padre de Ji-young          | -         | 2017     |
| Kim Hee-ryung  | -              | Madre de Ye-jin            | -         | 2017     |
| Kim Sun-ha     | -              | Compañera de Ji-young      | -         | 2017     |
| Sujin          | Park Yeon-hee  | -                          | -         | 2017     |
| Bang Soo-jin   | -              | Hermana Menor de Byeok-soo | -         | 2017     |
| Jung Young-ki  | -              | -                          | -         | 2017     |
| Son Sang-yeon  | -              | -                          | -         | 2017     |

## Episodios
La miniserie estuvo conformada por 2 episodios, los cuales fueron emitidos el lunes 8 de mayo del 2017 y el martes 9 de mayo del mismo año a las 22:00 (KST).

## Producción
La miniserie también fue conocida como The Happy Loner.
Fue dirigida por Park Hyun-suk, escrita por Kwon Hye-ji y producida por Mo Won, junto con los productores ejecutivos Ji Byung-hyun, Kim Hoon-jae y Lee Tae-hyun.
Contó con la compañía de producción Cross Media y fue distribuida por el canal KBS.

## Premios y nominaciones
| Año  | Categoría                                     | Premio                | Nominado (a) | Resultado |
| ---- | --------------------------------------------- | --------------------- | ------------ | --------- |
| 2017 | Choice Award                                  | 2nd Asia Artist Award | Min Hyo-rin  | Ganó      |
| 2017 | Best Actor in a One-Act/Special/Short Drama   | 31st KBS Drama Award  | Gong Myung   | Nominado  |
| 2017 | Best Actress in a One-Act/Special/Short Drama | 31st KBS Drama Award  | Min Hyo-rin  | Nominada  |